# Orle (powiat wałecki)
Orle (do 31 grudnia 2002 Orla) – wieś w Polsce położona w województwie zachodniopomorskim, w powiecie wałeckim, w gminie Mirosławiec.
W latach 1975-1998 miejscowość administracyjnie należała do województwa pilskiego. 1 stycznia 2003 nastąpiła zmiana nazwy wsi z Orla na Orle.

## Położenie
Wieś położona we wschodniej części Pojezierza Wałeckiego, będącym mezoregionem Pojezierza Południowopomorskiego, nad jeziorem Orle Wielkie, w pobliżu jezioro Studnickie. Do drogi krajowej nr 10 poprzez Mirosławiec dojazd ok. 6 km.

## Zabytki
Pałac myśliwski w Orle został wybudowany w stylu secesyjnym w 1906 przez rodzinę von Oertzen według projektu Karla Eduarda Bangerta z Berlina. Od 1925 właścicielem obiektu był Pruski Urząd Skarbowy a rok później Pruskie Lasy Państwowe, które do 1945 umieściły w nim nadleśnictwo. Nad wejściem znajduje się ozdobny kartusz budowniczych, rodziny von Oertzen. Obiekt umieszczony w ewidencji Wojewódzkiego Urzędu Ochrony Zabytków w Szczecinie. 

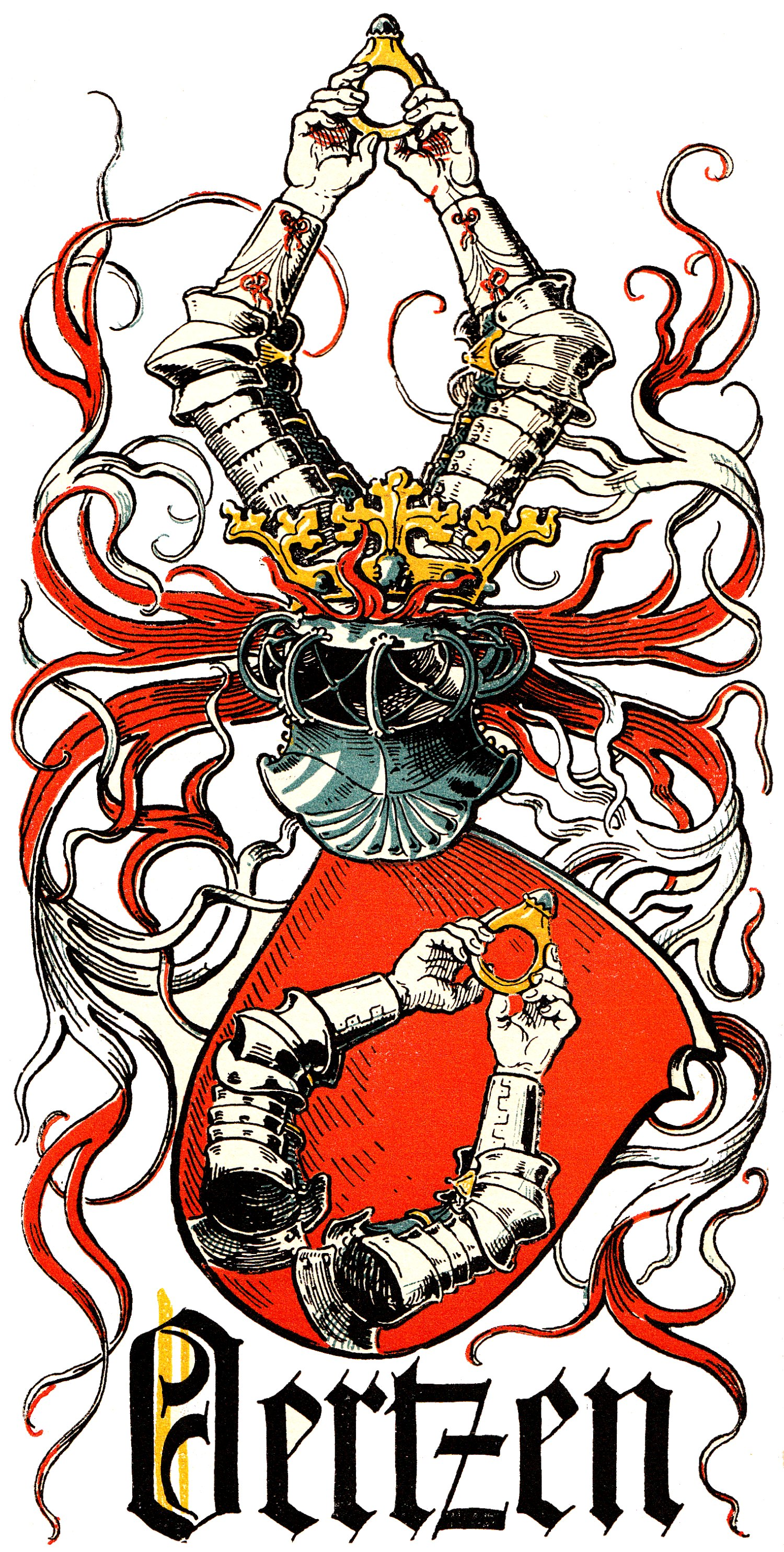